# Parque Oeste
Parque Oeste – stacja metra w Madrycie, na linii 12. Znajduje się w Alcorcón i zlokalizowana jest pomiędzy stacjami Alcorcón Central i Universidad Rey Juan Carlos. Została otwarta 11 kwietnia 2003 roku.